# Ammodoides lateripunctatus
Ammodoides lateripunctatus is een keversoort uit de familie zwartlijven (Tenebrionidae). De wetenschappelijke naam van de soort is voor het eerst geldig gepubliceerd in 1890 door Fairmaire.